# Apneustisk andning
Apneustisk respiration (apneusi) är ett onormalt andningsmönster som karakteriseras av djup, flämtande andning som avbryts främst vid full inandning, följt av en kort, otillräcklig utandning. Andningsmönstret syns efter stroke eller trauma mot pons samt vagusnerven.
Vissa marina arter som valar och fåglar använder sig av apneustisk andning för att klara av djupa och långa dyk. De andas då snabbt och djupt vilket har visat sig resultera i att upp till 90% av syret i lungorna byts ut, vilket är att jämföra med människans 20%. Innan de dyker andas de ut luften för att få en minska sin flytförmåga.